# Wing (Rutland)
Wing è un villaggio e parrocchia civile dell'Inghilterra, appartenente alla contea del Rutland.